# Abborrtjärnen (Bodums socken, Ångermanland, 709172-153223)
Abborrtjärnen är en sjö i Strömsunds kommun i Ångermanland och ingår i Ångermanälvens huvudavrinningsområde.